# Sergejs Mišins
Sergejs Mišins (Riga, 4 giugno 1987) è un ex calciatore lettone, di ruolo centrocampista.

## Carriera

### Club
Ha giocato nella massima serie lettone e in quella estone.

### Nazionale
Ha giocato nelle nazionali giovanili lettoni Under-17, Under-19 ed Under-21.

## Statistiche

### Presenze e reti nei club
| Stagione        | Squadra         | Campionato      | Campionato | Campionato | Coppe nazionali | Coppe nazionali | Coppe nazionali | Coppe continentali | Coppe continentali | Coppe continentali | Altre coppe | Altre coppe | Altre coppe | Totale | Totale |
| Stagione        | Squadra         | Comp            | Pres       | Reti       | Comp            | Pres            | Reti            | Comp               | Pres               | Reti               | Comp        | Pres        | Reti        | Pres   | Reti   |
| --------------- | --------------- | --------------- | ---------- | ---------- | --------------- | --------------- | --------------- | ------------------ | ------------------ | ------------------ | ----------- | ----------- | ----------- | ------ | ------ |
| 2005            | Skonto          | VL              | ?          | ?          |                 | -               | -               |                    | -                  | -                  |             | -           | -           | ?      | ?      |
| 2006            | Skonto          | VL              | ?          | ?          |                 | -               | -               |                    | -                  | -                  |             | -           | -           | ?      | ?      |
| Totale Skonto   | Totale Skonto   | Totale Skonto   | ?          | ?          |                 | -               | -               |                    | -                  | -                  |             | -           | -           | ?      | ?      |
| 2006-2007       | Algeciras       | TD              | ?          | ?          |                 | -               | -               |                    | -                  | -                  |             | -           | -           | ?      | ?      |
| 2007-2008       | Torredonjimeno  | TD              | ?          | ?          |                 | -               | -               |                    | -                  | -                  |             | -           | -           | ?      | ?      |
| lug.-dic. 2008  | Locarno         | ChL             | 4          | 0          |                 | -               | -               |                    | -                  | -                  |             | -           | -           | 4      | 0      |
| 2009            | Daugava Riga    | VL              | 21         | 1          |                 | -               | -               |                    | -                  | -                  |             | -           | -           | 21     | 1      |
| 2010            | Gulbene         | 1L              | 14         | 5          | CL              | 1               | 0               |                    | -                  | -                  |             | -           | -           | 15     | 5      |
| 2011            | Gulbene         | VL              | 32         | 2          | CL              | 3               | 1               |                    | -                  | -                  |             | -           | -           | 35     | 3      |
| 2012            | Gulbene         | VL              | 34         | 3          | CL              | 1               | 1               |                    | -                  | -                  |             | -           | -           | 35     | 4      |
| Totale Gulbene  | Totale Gulbene  | Totale Gulbene  | 80         | 10         |                 | 5               | 2               |                    | -                  | -                  |             | -           | -           | 85     | 12     |
| 2013            | Jūrmala         | VL              | 11         | 1          | CL              | 1               | 0               |                    | -                  | -                  |             | -           | -           | 12     | 1      |
| 2013            | Daugava Rīga    | VL              | 11         | 1          | CL              | 1               | 0               |                    | -                  | -                  |             | -           | -           | 12     | 1      |
| 2014            | Trans Narva     | ML              | 18         | 0          | CE              | 1               | 0               |                    | -                  | -                  |             | -           | -           | 19     | 0      |
| 2014            | Gulbene         | 1L              | 16         | 7          | CL              | 1               | 0               |                    | -                  | -                  |             | -           | -           | 17     | 7      |
| 2015            | Gulbene         | VL              | 3          | 0          |                 | -               | -               |                    | -                  | -                  |             | -           | -           | 3      | 0      |
| Totale Gulbene  | Totale Gulbene  | Totale Gulbene  | 19         | 7          |                 | 1               | 0               |                    | -                  | -                  |             | -           | -           | 20     | 7      |
| Totale carriera | Totale carriera | Totale carriera | 170        | 21         |                 | 9               | 2               |                    | -                  | -                  |             | -           | -           | 179    | 23     |

## Palmarès

### Club

#### Competizioni internazionali
- Coppa della Livonia: 1

Skonto: 2005

#### Competizioni nazionali
- 1. Līga: 2

Gulbene: 2010, 2014